# Naches (település)
Naches az Amerikai Egyesült Államok északnyugati részén, Washington állam Yakima megyéjében elhelyezkedő város. A 2010. évi népszámlálási adatok alapján 795 lakosa van.

## Éghajlat
A város éghajlata meleg nyári kontinentális (a Köppen-skála szerint Dfb).
| Hónap                         | Jan.  | Feb.  | Már.  | Ápr. | Máj. | Jún. | Júl. | Aug. | Szep. | Okt.  | Nov.  | Dec.  | Év    |
| ----------------------------- | ----- | ----- | ----- | ---- | ---- | ---- | ---- | ---- | ----- | ----- | ----- | ----- | ----- |
| Rekord max. hőmérséklet (°C)  | 20,0  | 21,1  | 27,2  | 33,3 | 38,9 | 42,8 | 42,8 | 43,3 | 37,8  | 32,8  | 22,8  | 19,4  | 43,3  |
| Átlagos max. hőmérséklet (°C) | 3,9   | 8,3   | 13,3  | 17,8 | 22,2 | 26,7 | 31,1 | 30,6 | 25,6  | 17,8  | 8,9   | 2,2   | 17,4  |
| Átlagos min. hőmérséklet (°C) | −5,0  | −3,3  | −1,1  | 1,1  | 5,6  | 8,9  | 11,7 | 11,1 | 6,7   | 1,1   | −2,8  | −6,1  | 2,4   |
| Rekord min. hőmérséklet (°C)  | −29,4 | −31,7 | −18,3 | −7,8 | −3,9 | −1,1 | 1,1  | 1,7  | −4,4  | −15,6 | −25,0 | −27,2 | −31,7 |
| Átl. csapadékmennyiség (mm)   | 29    | 21    | 16    | 14   | 15   | 16   | 6    | 7    | 9     | 14    | 27    | 39    | 213   |
| Forrás: The Weather Channel   |       |       |       |      |      |      |      |      |       |       |       |       |       |

## Népesség
A 2010-es népszámláláskor a városnak 795 lakója, 317 háztartása és 225 családja volt. A népsűrűség 353,3 fő/km2. A lakóegységek száma 346, sűrűségük 153,8 db/km2. A lakosok 92,8%-a fehér, 0,6%-a afroamerikai, 1,5%-a indián,   3,3%-a egyéb, 1,8%-a pedig kettő vagy több etnikumú. A spanyol vagy latino származásúak aránya 8,3% (   )
A háztartások 37,9%-ában élt 18 évnél fiatalabb. 45,7% házas, 16,4% egyedülálló nő, 8,8% egyedülálló férfi, 29% pedig nem család. 23,7% egyedül élt; 9,2%-uk 65 éves vagy idősebb. Egy háztartásban átlagosan 2,51 személy élt; a családok átlagmérete 2,88 fő.
A medián életkor 37,4 év volt. A város lakóinak 26,3%-a 18 évesnél fiatalabb, 9,1% 18 és 24 év közötti, 24,7%-uk 25 és 44 év közötti, 27,3%-uk 45 és 64 év közötti, 12,6%-uk pedig 65 éves vagy idősebb. A lakosok 49,6%-a férfi, 50,4%-a pedig nő.